# Альберт (соус)
Соус альбе́рт (англ. Albert sauce) — горячий соус британской и французской кухни с хреном к тушёной говядине или баранине. Получил название в честь принца Альберта Саксен-Кобург-Готского, супруга королевы Великобритании Виктории.
По рецепту О. Эскофье, для приготовления соуса тёртый хрен проваривают в белом консоме, затем добавляют английский масляный соус из муки, сливочного масла, подсоленной кипячёной воды и лимонного сока, а также сливки и хлебный мякиш. Соус варят до загустения и процеживают через ткань. Затем соус дополнительно загущивают яичными желтками и приправляют горчицей, разбавленной винным уксусом и рубленой зеленью петрушки.